# Lañas (Arteijo)
Lañas (llamada oficialmente Santa Mariña de Lañas) es una parroquia y una aldea española del municipio de Arteijo, en la provincia de La Coruña, Galicia.

## Organización territorial
La parroquia está formada por veinte entidades de población, constando cuatro de ellas en el nomenclátor del Instituto Nacional de Estadística español:
- A Arca
- Hermida (A Ermida)
- Carretera (A Estrada)
- A Fonte
- A Pertegaza
- As Azoreiras
- As Casas da Estrada do Conde
- Castelo
- Galo (O Galo)
- Iglesario (O Igrexario)
- Lañas
- Menlle
- O Campo de Abaixo
- Campo (O Campo de Arriba)
- O Coto do Castelo
- O Gallardo
- Os Olmos
- Pazo (O Pazo)
- Preguín
- Vilarnovo

## Demografía

### Parroquia
| Gráfica de evolución demográfica de Lañas (parroquia) entre 2000 y 2023 |
|                                                                         |
| Datos según el nomenclátor publicado por el INE.                        |

### Aldea
| Gráfica de evolución demográfica de Lañas (aldea) entre 2000 y 2023 |
|                                                                     |
| Datos según el nomenclátor publicado por el INE.                    |

## Deportes
- Fútbol: Peñarol de Lañas

## Festividades
La parroquia de Santa Marina de Lañas cuenta con diversas fiestas a lo largo de todo el año.
- Santo Amaro de los Viejos: enero
- Santo Amaro de los Jóvenes: Quince días después de Pascua
- Santa Marina (patrona): 18 de julio
- Virgen de los Milagros: noviembre

## Cultura
Gran parte de la cultura de Lañas se desarrolla en torno a la ARCD Fontesvellas (Asociación Recreativa Cultural y Deportiva Fontesvellas). Esta asociación vecinal, a la cual pertenecen gran parte de los vecinos del pueblo, es la organizadora de fiestas populares tales como la Esfolla Popular de Lañas, la Festa do Roscón de Lañas o, en ciertas ocasiones, las fiestas patronales de Santa Mariña de Lañas. 